# Lock Martin
Lock Martin (* 22. Februar 1916 in Pennsylvania, USA; † 19. Januar 1959 in Los Angeles County, Kalifornien, USA; eigentlich Joseph Lockard Martin junior) war ein US-amerikanischer Laienschauspieler.
Lock Martin hatte einen Zwillingsbruder namens Donald, der bei der Geburt starb.
Martin arbeitete in vielen anderen kleineren Jobs, ehe er in Filmen auftrat. Mit seiner Größe von 2,31 Metern war er ein erstaunlicher Hüne und zählte damit zu den größten Schauspielern in der Geschichte. So arbeitete er in Grauman’s Chinese Theatre als Portier. Damit wurden er und seine Größe in der Filmwelt bekannt. So wurde er für die Rolle des Roboters Gort in Der Tag, an dem die Erde stillstand vorgeschlagen, die er auch bekam. Mit dieser Rolle wurde Martin zur Legende, und auch heute noch erinnert man sich an seine Rolle als Gort. Martin hatte auch eine kleine Rolle in Die unglaubliche Geschichte des Mister C., die aber herausgeschnitten wurde. Ansonsten trat Martin nur noch in wenigen Filmen auf, da er nur ein Laienschauspieler und so die Schauspielerei nicht sein Hauptberuf war. So spielte er eine kurze Rolle als Mutant im Film Invasion vom Mars von 1953.
Trotz seiner gewaltigen Größe war Martin nicht gerade der Stärkste. Das bereitete Martin bei seiner Rolle als Gort Schwierigkeiten. So musste Patricia Neal in den Szenen, in denen Gort sie hebt, mit Drahtseilen gehoben oder durch eine Puppe ersetzt werden. Martin moderierte außerdem in Los Angeles in den 1950er Jahren eine TV-Show für Kinder, die The Gentle Giant hieß. So bekam er den Spitznamen The Gentle Giant.
1946 heiratete Lock Martin Ethel Mae Babcock. Er war mit ihr bis zu seinem Tod verheiratet. Am 19. Januar 1959 starb Martin in Kalifornien mit nur 42 Jahren. Er wurde im Forest Lawn Memorial Park bestattet.